# La fortuna della vita
La fortuna della vita (La chispa de la vida) è un film del 2011 diretto da Álex de la Iglesia.
Nel 2012 è stato presentato al Festival di Berlino nella sezione Berlinale Special.

## Trama
Roberto è un pubblicista disoccupato ormai da qualche anno. Nonostante l'amore della sua famiglia, la crisi economica comincia a farsi sentire quando un incidente lo fa cadere su una grata di ferro e uno spuntone di metallo gli si conficca nel cranio senza ucciderlo. La drammatica e assurda situazione richiama l'attenzione dei media, trasformando la tragica circostanza in uno spettacolo. Sospeso tra la vita e la morte, Roberto sfrutta l'accaduto per vendere l'esclusiva e risolvere una volta per tutte i suoi problemi economici.

## Distribuzione
Dopo la première del 30 novembre 2011 a Bilbao e la proiezione del 9 dicembre ai Premi Goya, il film è stato distribuito nelle sale spagnole a partire dal 10 gennaio 2012. In seguito è stato proiettato in numerosi festival internazionali:
- Festival internazionale del cinema di Berlino - febbraio 2012
- Golden Horse Film Festival - 6 aprile 2012
- Tribeca Film Festival - 24 aprile 2012
- Festival Européen du Film Fantastique de Strasbourg - 20 settembre 2012
- Latin Beat Film Festival - 5 ottobre 2012
- Cine Fiesta - 23 novembre 2012
- Osaka European Film Festival - 24 novembre 2012
- Belgrado Film Festival - 22 febbraio 2013

### Date di uscita
- Spagna (La chispa de la vida) - 30 novembre 2011 (première)
- Spagna - 10 gennaio 2012
- Polonia (Zycie to jest to) - 13 aprile 2012
- Messico (La chispa de la vida) - 2 novembre 2012
- Russia (Последняя искра жизни) - 6 dicembre 2012
- Francia (Un jour de chance) - 12 dicembre 2012
- Ucraina (Остання iскра життя) - 20 dicembre 2012
- USA (As Luck Would Have It) - 30 gennaio 2013
- Serbia (Kako sreća hoće) - 14 marzo 2013
- Perù (La chispa de la vida) - 27 giugno 2013
- Italia (La fortuna della vita) - 30 luglio 2013
- Argentina (La chispa de la vida) - 26 dicembre 2013
- Giappone (刺さった男) - 22 novembre 2014
- Cile (La chispa de la vida) - 30 luglio 2015

## Critica
Il sito Metacritic assegna al film un punteggio di 32 su 100 basato su 4 recensioni, mentre il sito Rotten Tomatoes riporta il 43% di recensioni professionali con un giudizio positivo, con un voto medio di 4,6 su 10.
Jeannette Catsoulis del New York Times ha definito il film «un'analisi inefficace di marketing e moralità... combina critica, farsa e sentimenti adulatori in un'unica confezione sgangherata».

## Riconoscimenti
- 2012 - Premio Goya
  - Nomination migliore attrice protagonista a Salma Hayek
  - Nomination miglior attore rivelazione a José Mota
- 2012 - Spanish Actors Union
  - Nomination Newcomer Award a José Mota